# Euoniticellus zumpti
Euoniticellus zumpti är en skalbaggsart som beskrevs av Emile Janssens 1953. Euoniticellus zumpti ingår i släktet Euoniticellus och familjen bladhorningar. Inga underarter finns listade i Catalogue of Life.